# Dios se lo pague
Dios se lo pague és una pel·lícula argentina de 1947 dirigida per Luis César Amadori, protagonitzada per Zully Moreno i Arturo de Córdova.
És una adaptació de l'obra teatral "Dios se lo pague" de Joracy Camargo.
Va ser la primera pel·lícula argentina triada per la Acadèmia de les Arts i les Ciències Cinematogràfiques de Hollywood per a optar per una distinció com a millor pel·lícula estrangera en els Premis Oscar.
Es va estrenar el 16 de març de 1948 en Mar del Plata, inaugurant el Primer Festival de Cinema Argentí, organitzat pel govern de la Província de Buenos Aires.
En 1981 es va realitzar a l'Argentina una versió televisiva en format de telenovel·la amb llibre de Vicente Sesso i traducció d'Elisa Cambaceres de Serra per A.T.C. Argentina Televisora Color (Canal 7), protagonitzada per Víctor Hugo Vieyra i Leonor Benedetto.
El 1998 va es realitza la versió colombiana de Dios se lo pague; es tracta de la telenovel·la que inaugura el Canal Caracol, protagonitzada per Margarita Ortega i Jairo Camargo i realitzada per DFL Televisión.
En una enquesta de les 100 millors pel·lícules del cinema argentí duta a terme pel Museo del Cine Pablo Ducrós Hicken l'any 2000, la pel·lícula va aconseguir el lloc 14.

## Sinopsi
Una dona jugadora que freqüenta casinos clandestins, Nancy, que ostenta la seva elegància per a dissimular la seva pobresa mentre espera que un home adinerat aparegui i s'ocupi d'ella, conversa amb el vell que mendiga a la porta d'un casino. Poc després, un pretendent ric i misteriós li ofereix una vida de luxes, encara que allunyada de les convencions socials. Aquest no desitja casar-se ni contar-li res de la seva vida; a canvi li ofereix luxes i tot el que ella va somiar tota la vida.
Però també coneix al fill d'un empresari tèxtil molt important que s'obsessiona amb ella i comença a perseguir-la. Li proposa que escapin junts i fins roba per a finançar la seva fugida als Estats Units.
Però el dia que havien d'anar-se Mario no deixa la casa en l'horari habitual i Nancy s'espanta. El captaire i Mario resulten ser la mateixa persona. Ella decideix no deixar a Mario i en canvi va a l'església on el captaire demana almoina. Tots dos entrar a casar-se.

## Repartiment
- Arturo de Córdova... Mario Álvarez / Juca
- Zully Moreno... Nancy
- Enrique Chaico... Barata
- Florindo Ferrario... Richarson fill
- Federico Mansilla... Richarson pare
- Zoe Ducós... María
- José Comellas
- Demelo Rensahm
- José Paonessa
- Tito Grassi
- Mercedes Perdiguero
- Ramón Garay... Gerent del Gran Hotel
- Amadora Gerbolés
- Eloísa Martínez
- Adolfo Linvel... Tomás
- Roberto Bordoni
- Aída Villadeamigo
- Nicolás Taricano
- Enrique de Pedro
- Raúl Deval
- Warly Ceriani... Médico

## Premis
5 Premis de l'Academia de las Artes y Ciencias Cinematográficas de la Argentina.
- Millor pel·lícula.
- Millor director.
- Millor actor: Arturo de Córdova.
- Millor actriu: Zully Moreno.
- Millor actor de repartiment: Enrique Chaico.

A més, l' Academia de las Artes y Ciencias Cinematográficas de la Argentina va atorgar 3 plaquetes acadèmiques i diplomes per les seves contribucions a la pel·lícula:
- So: Tulio Demicheli, Alberto Etchebehere, Juan Ehlert, Mario Fezia i Carlos Marín.
- Muntatge: Jorge Garate.
- Cambra: Roque Giacovino.

Certamen Hispanoamericà de MadridMillor film argentí.